# Джафлонг
Джафлонг (бенг. জাফলং) — горная станция и туристический объект в Силхете, Бангладеш. Он расположен в уезде Говайнхат, на границе Бангладеш и индийского штата Мегхалая. Местность известна своими камнями и является домом для племени кхаси.
Джафлонг расположен примерно в 60 км от города Силхет на берегу реки Сари у подножия холма Хашия.

## Дробление камня
Ряд местных земель, в частности Хасиленд, был захвачен. На этих землях без разрешения правительства добывали камень, срезая небольшие холмы, устанавливая дробильные мельницы и загрязняя среду Джафлонга.

## Программа лесопосадок
В начале 2005 года Ласкар Муксудур Рахман, заместитель лесничего лесного управления Силхета, заметил, что Джафлонг, который он в детстве называл «лёгкими» Большого Силхета, находится под угрозой из-за самовольного захвата земель и продолжающегося строительства несанкционированных камнедробильных заводов. Он предпринял инициативу по восстановлению земель и созданию рекреационно-ботанического парка под названием «Джафлонг Грин Парк». Первый камень в фундамент тематического зелёного парка в Джафлонге был заложен в 2005 году Ласкаром Муксудуром Рахманом, заместителем лесничего, при содействии местных лесничих во главе с лесничим Мохаммадом Али. Сначала организовывать парк было сложно из-за местных конфликтов и процедурных ограничений. Программа лесопосадок в Джафлонг Грин была начата под контролем Фонда Джафлонг и Департамента лесного хозяйства. Они совместно приступили к реализации программы на площади около 100 гектаров захваченных земель. В рамках программы в парке высаживаются различные виды деревьев, в том числе, для поддержания экологического баланса, гибридный акашмони.